# Jiří Kavan
Jiří Kavan, född den 11 december 1943 i Olomouc, Tjeckien, död 14 juni 2010 i Olomouc, var en tjeckoslovakisk handbollsspelare.
Han tog OS-silver i herrarnas turnering i samband med de olympiska handbollstävlingarna 1972 i München.